# Trichiorhyssemus elegans
Trichiorhyssemus elegans är en skalbaggsart som beskrevs av Rudolph Petrovitz 1963. Trichiorhyssemus elegans ingår i släktet Trichiorhyssemus och familjen Aphodiidae. Inga underarter finns listade i Catalogue of Life.